# Nguyên nhân của cuộc Cách mạng Pháp

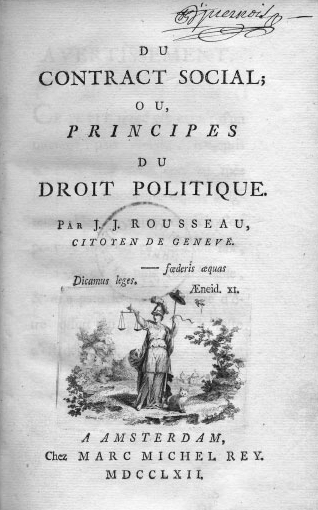
Tác phẩm Khế ước xã hội (Du contrat social) của Jean-Jacques Rousseau

Nguyên nhân gây nên cuộc Cách mạng Pháp bao gồm những yếu tố lịch sử quan trọng dẫn đến cuộc đại cách mạng năm 1789 tại Pháp.
Sự sụp đổ của chế độ cũ (Ancien Régime) ở Pháp có thể xuất phát một phần từ bộ máy điều khiển. Nhóm quý tộc đã phải đối mặt với tham vọng đang tăng cao của con buôn, thương gia hay những nông dân giàu có, những người đã liên minh với những nông dân bị đói, công nhân ăn lương và trí thức chịu ảnh hưởng bởi những ý tưởng của các nhà triết học Khai sáng. Khi cuộc cách mạng được tiến hành, sức mạnh phân cấp từ chế độ quân chủ đại diện nhiều cơ quan chính trị, như hội đồng lập pháp, nhưng mâu thuẫn giữa nhóm tiền cộng hòa là đồng minh đã trở thành nguồn gốc cho một mối bất hòa to tát cùng những cuộc đổ máu sau này.
Số lượng người Pháp thấm nhuần tư tưởng "bình đẳng" và "tự do cá nhân" như trình bày của Voltaire, Denis Diderot, Turgot, và các triết gia khác và các nhà lý thuyết xã hội của thời Khai sáng ngày càng tăng. Cách mạng Mỹ đã chứng minh rằng điều này thực sự chính đáng cho những ý tưởng giác ngộ về việc làm thế nào một chính phủ nên được tổ chức thực sự có thể được đưa vào thực tế. Một số nhà ngoại giao Mỹ, như Benjamin Franklin và Thomas Jefferson, đã từng sống tại Paris, nơi họ đã kết giao với những tầng lớp trí thức tự do Pháp. Hơn nữa, liên hệ giữa Hoa Kỳ và quân đội Pháp trong cuộc cách mạng, những người từng là lính đánh thuê chống Anh ở Bắc Mỹ đã giúp truyền bá lý tưởng cách mạng cho người dân Pháp. Sau một thời gian, nhiều người Pháp bắt đầu lao vào tính chất phi dân chủ trong chính quyền riêng của mình thúc đẩy tự do ngôn luận, thách thức Giáo hội Công giáo Rôma, và chê bai những đặc quyền của quý tộc.
Chế độ chuyên chế sáng suốt có thể được dẫn chứng bằng đường lối cai trị của vua Louis XIV tại nước Pháp hay của Pyotr Đại đế tại nước Nga. Vào thời đại chuyên chế này, các nhà cai trị đã khai quang các vùng đất sình lầy, mở mang đường lộ, xây dựng cầu cống, đặt ra luật lệ, dẹp bớt các quyền tự trị địa phương, giới hạn tính độc lập của nhà thờ và giới quý tộc đồng thời đào tạo ra một tầng lớp viên chức thuộc quyền chính phủ trung ương. Nhà vua vào thời kỳ này đã mang tính chất thế tục, không tự cho rằng quyền hành là do "Thiên Mệnh" và chịu trách niệm cai trị thần dân thay "Trời". Nhà vua đã xác nhận quyền hành của mình do sự hữu ích của ngai vàng đối với xã hội và cũng vì thế, Đại Đế Friedrich II nước Phổ đã tự gọi mình là "người công bộc bậc nhất của quốc gia". Tính cách của chế độ chuyên chế sáng suốt đã thể hiện rõ tại các nước Pháp, Áo, Phổ, Nga, Tây Ban Nha, Đan Mạch cùng nhiều quốc gia châu Âu khác.
Cuộc cách mạng không phải tuy do một sự kiện duy nhất gây nên, nhưng một loạt các sự kiện liên quan, đã khiến các tổ chức quyền lực chính trị, bản chất của xã hội, và tập thể dục tự do cá nhân không thể phục hồi.

## Nguyên nhân chính
Sau cuộc Chiến tranh Bảy năm (1756 - 1763), nền quân chủ Pháp suy thoái nghiêm trọng, trong khi những liệt cường phía Đông là Nga, Phổ và Áo lại phát triển cao hơn nữa. Nhiều yếu tố dẫn tới cuộc cách mạng; về một số mặt chế độ cũ không còn chống đỡ nổi tính cứng nhắc của chính nó đối diện với một thế giới đang thay đổi; một số mặt khác, nó rơi vào những tham vọng của một tầng lớp trưởng giả đang nổi lên, cộng với sự lo lắng của những người nông dân, người làm công ăn lương, và các cá nhân ở mọi tầng lớp đang chịu ảnh hưởng từ những tư tưởng của thời đại Khai sáng. Khi cách mạng diễn ra và khi quyền lực được trao từ tay triều đình cho các thể chế luật pháp, những xung đột quyền lợi của các nhóm liên minh ban đầu đó đã trở thành nguồn gốc của xung đột và đổ máu.
Chắc chắn, các nguyên nhân của cách mạng phải bao gồm tất cả những điều sau:
- Mâu thuẫn với chế độ quân chủ chuyên chế đương thời ngày càng sâu sắc.
- Sự oán giận đối với hệ thống lãnh chúa từ phía những người nông dân, làm công ăn lương, và ở một mặt rộng hơn cả của tầng lớp trưởng giả.
- Sự nổi lên của các tư tưởng của thời đại ánh sáng.
- Nợ quốc gia không thể kiểm soát nổi, có nguyên nhân từ việc tăng thêm gánh nặng của một hệ thống thuế rất lớn.
- Sự thiếu thốn thức ăn vào những tháng ngay trước khi cách mạng nổ ra.[7]
- Sự oán giận đối với tầng lớp quý tộc đặc quyền và sự thống trị đối với cuộc sống công cộng từ phía những tầng lớp chuyên nghiệp đầy tham vọng.
- Ảnh hưởng của Cách mạng Hoa Kỳ.[1][8][9][10][11][12]

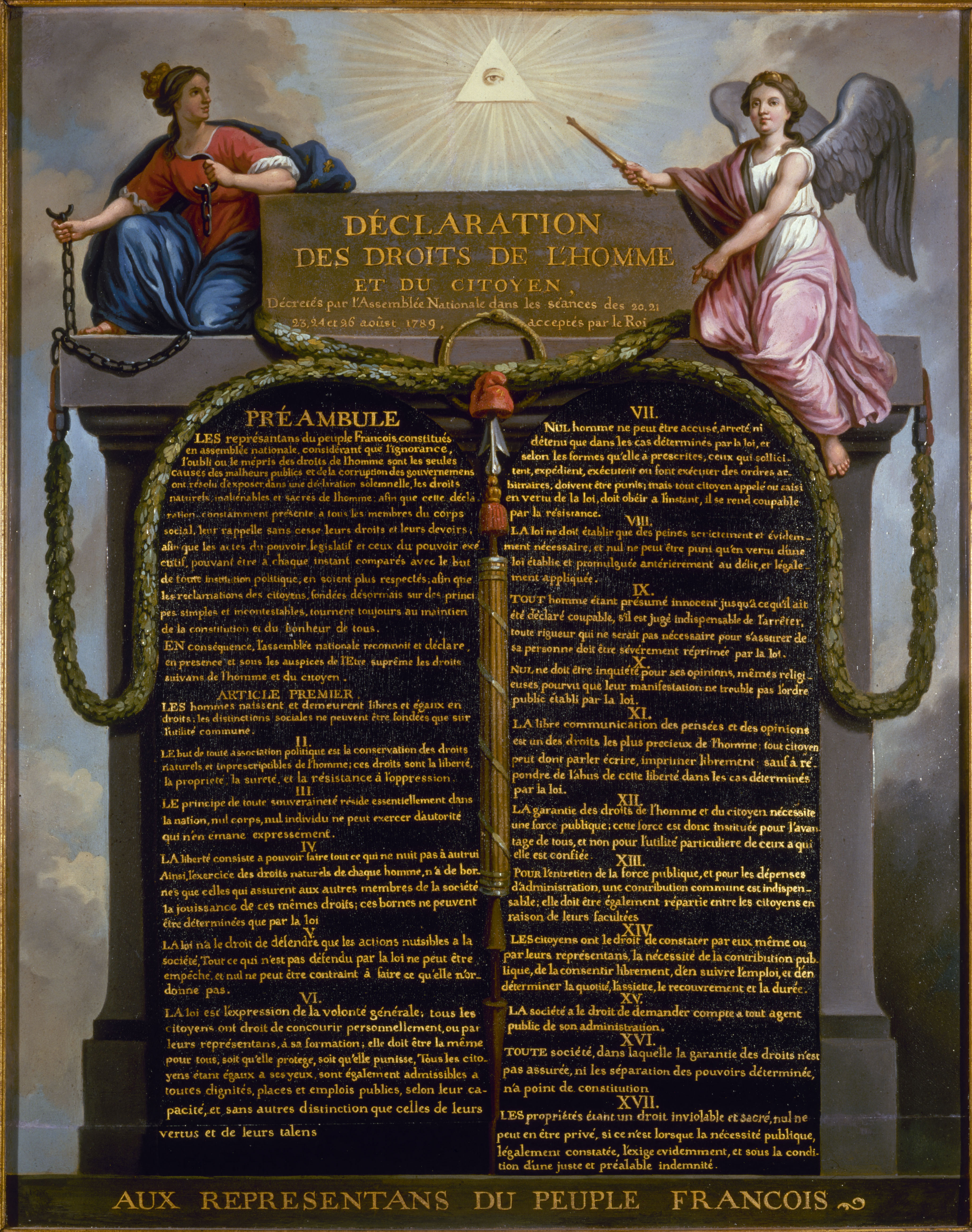
Tuyên ngôn Nhân quyền và Dân quyền.

Hoạt động tiền cách mạng đã bắt đầu khi vua Louis XVI của Pháp (trị vì từ 1774–1792) đối mặt với một cuộc khủng hoảng tài chính hoàng gia. Nhà vua Pháp, và về mặt tài chính cũng là quốc gia Pháp, có những món nợ rất lớn. Trong thời vua Louis XV (trị vì từ 1715–1774) và Louis XVI nhiều bộ trưởng, gồm cả Nam tước Turgot (Bộ trưởng Tài chính 1774–1776) và Jacques Necker (Bộ trưởng Tài chính 1777–1781), đều không thành công trong việc đưa ra cải cách nhằm biến hệ thống thuế của Pháp trở nên đồng đều hơn. Các biện pháp đó luôn bị phản đối từ phía "hội đồng nhà vua" (tòa án), dân "Quý tộc," vốn tự coi mình là những người bảo vệ quốc gia chống lại chế độ chuyên quyền, cũng như khỏi các bè phái của triều đình, và cả các bộ trưởng mất chức. Charles Alexandre de Calonne, người đã trở thành Bộ trưởng Tài chính năm 1783, theo đuổi một chiến lược chi tiêu minh bạch, coi đó là phương tiện để thuyết phục những ông chủ nợ tiềm tàng về sự đáng tin cậy và ổn định của nền tài chính Pháp.
Tuy nhiên, Calonne, từ lâu đã theo dõi tình hình tài chính của Pháp, đã quyết định rằng nó vẫn có thể cứu vãn được và đưa ra một loại thuế đất đai thống nhất coi đó là phương tiện để đưa tài chính Pháp vào khuôn khổ về dài hạn. Trước mắt, ông hy vọng rằng một sự biểu thị ủng hộ từ phía Hội đồng quý tộc được chọn lọc kỹ lưỡng sẽ lấy lại được lòng tin vào tài chính Pháp, và cho phép vay mượn thêm cho tới khi thuế đất đai mang lại hiệu quả và cho phép bắt đầu trả nợ.
Mặc dù Calonne đã thuyết phục nhà vua về sự cần thiết của những cải cách của ông, Hội đồng quý tộc đã từ chối tán thành các biện pháp của ông, đòi hỏi rằng chỉ một chỉ một cơ cấu đại diện thực sự; tốt nhất là États Généraux (Hội nghị các Đẳng cấp) của vương quốc, mới có thể thông qua luật thuế mới. Nhà vua, thấy rằng chính Calonne là một trở ngại đã cách chức ông và thay bằng Étienne Charles de Loménie de Brienne, vị Tổng giám mục Toulouse, người sau này là lãnh đạo phe đối lập trong Quốc hội. Brienne lúc ấy đã có được vị trí mở rộng để tiến hành cải cách, trao cho dân chúng nhiều quyền dân sự (gồm cả tự do tôn giáo với phái Tin lành), và hứa hẹn triệu tập hội nghị đại diện các đẳng cấp trong năm năm, nhưng trong lúc ấy ông cũng cố gắng thúc đẩy các kế hoạch của Calonne. Khi các biện pháp này được đưa ra trước "Hội đồng Nhà vua" tại Paris (một phần cũng phải nhờ đến sự không lịch thiệp của nhà vua), Brienne phản đối, gắn sức giải tán toàn bộ Hội đồng và thu thêm các loại thuế mà không cần quan tâm tới họ. Điều này đã dẫn tới một sự phản ứng rộng lớn từ nhiều nơi trong đất Pháp, gồm cả "Ngày của những viên ngói" nổi tiếng ở Grenoble. Thậm chí quan trọng hơn, sự hỗn loạn khắp đất nước đã làm các nhà cho vay ngắn hạn, mà ngân khố Pháp phải phụ thuộc vào và từng ngày một phải thuyết phục họ ngừng rút các khoản nợ, đưa lại một tình trạng gần như phá sản buộc Louis và Brienne phải đầu hàng.
Ngày 8 tháng 8 năm 1788 nhà vua đồng ý triệu tập hội nghị bất thường États Généraux vào tháng 5 năm 1789 — lần đầu tiên kể từ 1614. Brienne từ chức vào ngày 25 tháng 8 năm 1788, và Necker một lần nữa lại gánh vác trọng trách tài chính quốc gia. Ông đã sử dụng vị trí của mình để đề xuất các cải cách mới, nhưng chỉ để chuẩn bị cho cuộc gặp gỡ của các đại diện quốc gia.

## Ý tưởng khai sáng
Các tác phẩm của Voltaire và Rousseau ảnh hưởng rất lớn đến nhân dân Pháp. Voltaire ủng hộ các văn sĩ phê phán Giáo hội và Quốc vương Pháp đương thời. Ông viết bài thơ ca ngợi chủ nghĩa anh hùng, những cuốn sử xuất sắc, v.v... Ông cũng coi trọng quyền công dân thế giới, đề cao một chính quyền trung ương dựa trên nền tảng của sự tự do. Rousseau đã kêu gọi đưa loài người trở về với tự nhiên, bị Voltaire bỉ bác. Trong tác phẩm Tinh thần pháp luật (De l'esprit des lois) xuất bản năm 1748, của Montesquieu đã làm phát triển hai ý tưởng chính. Ý tưởng thứ nhất cho rằng các hình thức chính quyền thay đổi tùy theo khí hậu và hoàn cảnh, chẳng hạn như thể chế chuyên chế chỉ thích hợp với loại đế quốc rộng lớn tại miền khí hậu nóng và chế độ dân chủ chỉ hữu hiệu tại các quốc gia thành phố nhỏ bé. Ý tưởng thứ hai nhắm vào sự độc đoán thuộc vương quyền của nước Pháp. Montesquieu đã tin tưởng rằng cần phải có sự phân chia và cân bằng quyền lực giữa nhà vua và các cơ chế trung gian, chẳng hạn như các nghị viện, giới quý tộc, giới tu sĩ hay nhà thờ. Triết gia Montesquieu cũng đã khâm phục các thể chế chính trị của nước Anh theo đó có sự hòa hợp giữa vương quyền, giới quý tộc và nền dân chủ thể hiện bằng nhà vua, các nhà quý tộc và các viện dân cử. Lý thuyết về sự phân quyền giữa Lập pháp, Hành pháp và Tư pháp của Montesquieu đã ảnh hưởng rất mạnh tới các người Mỹ khiến cho các nhà lập quốc Bắc Mỹ viết ra Bản Hiến pháp Hoa Kỳ năm 1787.
Cũng trong tác phẩm của mình, Montesquieu đã đặt vấn đề luật là những quan hệ tất yếu từ trong bản chất sự vật, Montesquieu khẳng định mọi vật đều có luật của nó. Thế giới thần linh, thế giới vật chất, những trí tuệ siêu việt, cho đến các loài vật và loài người đều có luật của mình. Với quan điểm con người tự nhiên có trước con người xã hội, trước hết Montesquieu đề cập tới những luật của thiên nhiên tạo ra sự tồn tại của chúng ta. Ông cho rằng, trong trạng thái tự nhiên, mỗi người đều cảm thấy thấp kém và ai cũng như mình, nên họ không tìm cách tấn công nhau và hoà bình là luật tự nhiên đầu tiên. Sau đó, những cảm giác về nhu cầu sống gắn liền với cảm giác về sự yếu đuối của mình khiến nảy sinh quy luật con người phải tìm cách để tự nuôi sống bản thân. Và tình yêu là luật tự nhiên thứ ba khi con người có nhu cầu lại gần với nhau. Thế rồi nguyện vọng được sống thành xã hội đã tạo nên luật tự nhiên thứ tư. Ngay khi được tổ chức thành xã hội, cảm giác yếu đuối trong trạng thái tự nhiên đã biến mất và con người dần dần nhận thức được sức mạnh của mình. Montesquieu nhận thấy, sống trong một xã hội, muốn duy trì được trật tự phải quy định rõ quan hệ giữa người cai trị với người được cai trị. Đó là luật chính trị. Lại phải quy định quan hệ giữa các công dân với nhau. Đó là luật dân sự. Luật chính trị là luật tạo ra nền cai trị, còn luật dân sự là luật để duy trì nền cai trị ấy.
Jean-Jacques Rousseau cùng với tác phẩm Khế ước xã hội, đã đưa ra những quan điểm rất mới mẻ và tiến bộ về sự phân chia quyền lực trong tổ chức và hoạt động của bộ máy nhà nước. Rousseau chủ trương nêu cao tinh thần tập quyền, tất cả quyền lực nhà nước nằm trong tay cơ quan quyền lực tối cao tức toàn thể công dân trong xã hội. Nhưng ông lại chỉ ra rằng phân chia quyền lực nhà nước thành quyền lập pháp và quyền hành pháp, giao chúng vào tay cơ quan quyền lực tối cao và chính phủ là cách thức hợp lý duy nhất để đảm bảo sự hoạt động có hiệu quả cho nhà nước, cũng như ngăn chặn được xu hướng lạm quyền. Ngoài ra ông còn nêu lên vai trò quan trọng của cơ quan tư pháp trong việc đảm bảo cho sự hoạt động ổn định của nhà nước, cũng như cho sự cân bằng giữa các vế cơ quan quyền lực tối cao, chính phủ và nhân dân. Nhưng cách phân quyền của Rousseau không giống với Locke và Montesquieu, bởi ông luôn khẳng định một điều duy nhất rằng: "những bộ phận quyền hành được chia tách ra đều phụ thuộc vào quyền lực tối cao" và "mỗi bộ phận chỉ thực hiện ý chí tối cao đó" mà thôi.
Lưu ý rằng có nhiều tranh cãi mang tính sâu xa, bởi trong năm 1787 ý tưởng khai sáng đã thâm nhập vào nhiều tầng lớp khác nhau trong xã hội Pháp. Ngoài ra còn có nhiều ý kiến bất đồng như cho rằng mức độ mà những ý tưởng đã được thông qua đơn giản chỉ là vỏ bọc cho giai cấp tư sản với tự lợi cao. Ý tưởng cho rằng, cuộc Cách mạng chỉ đơn giản là một cơ chế cho phép thực hiện một thí nghiệm về ý tưởng dân chủ thường được chấp nhận nhất.
Ví dụ, ngay sau khi cuộc cách mạng năm 1848, Các Mác đã nêu ý kiến trong tờ Neue Rheinische Zeitung về cuộc Cách mạng Anh năm 1648 và cuộc Cách mạng Pháp năm 1789:
... giai cấp tư sản như là một tầng lớp lãnh đạo phong trào. Giai cấp vô sản và các tầng lớp tư sản của tầng lớp trung lưu đã hoặc chưa phát triển lợi ích khác nhau từ các giai cấp tư sản hoặc họ đã không tạo thành các tầng lớp độc lập hoặc bộ phận lớp. Vì vậy, họ chống lại giai cấp tư sản, như những gì người ta đã làm tại Pháp năm 1793 và 1794, (ý nói, trong thời Thống trị khủng bố), họ đã đấu tranh chỉ để giành được mục tiêu cuối cùng của giai cấp tư sản, mặc dù theo cách không-tư sản. Cuộc khủng bố trên toàn bộ nước Pháp chỉ là một cách đối phó bình dân với những kẻ thù của giai cấp tư sản: chính thể chuyên chế, chế độ phong kiến và tư tưởng tầm thường.

## Thuế má

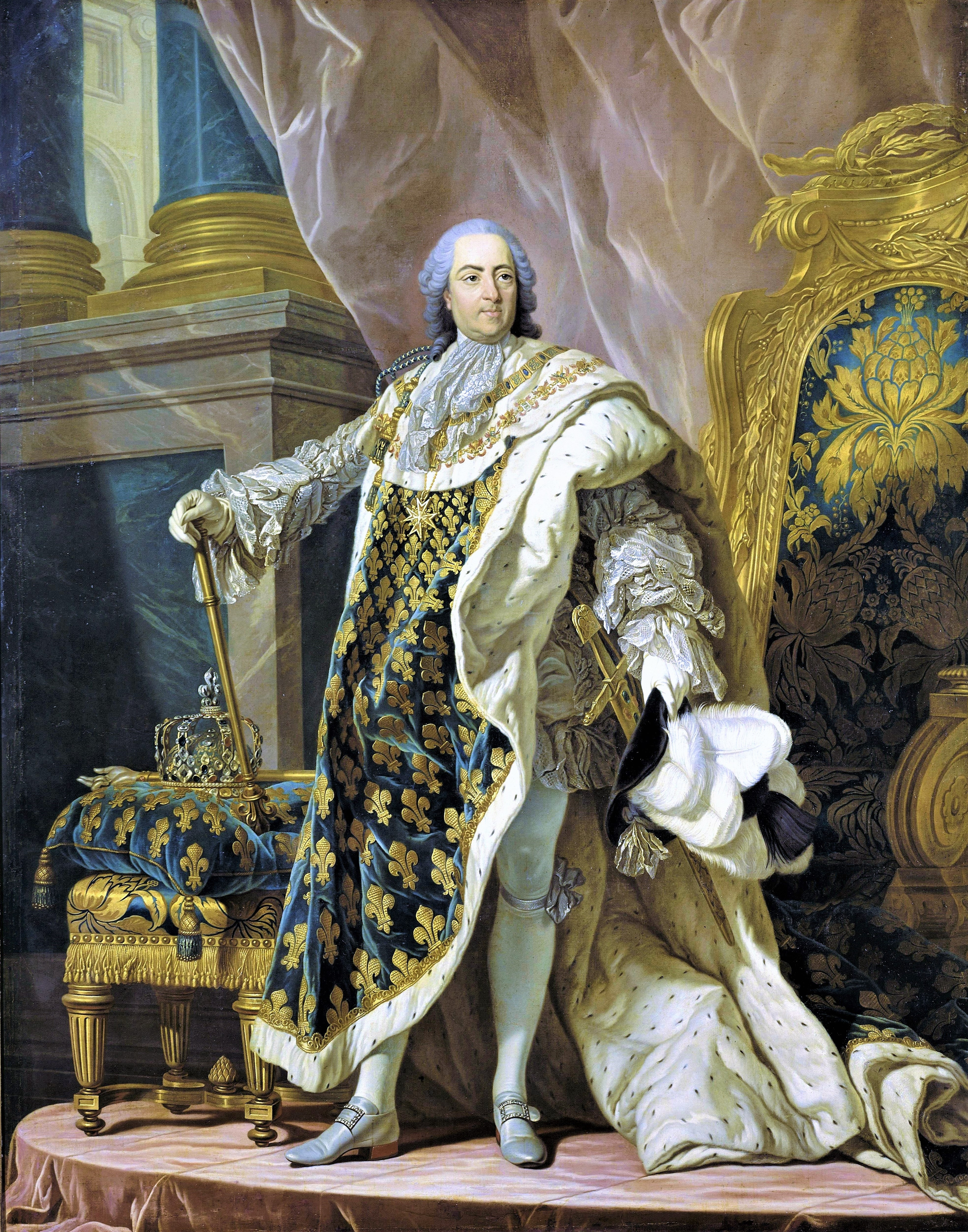
Louis XV (1710-1774)

Tại nước Pháp, sự chuyên chế sáng suốt của nhà vua đã gặp thất bại. Vua Louis XV lên ngai vàng năm 1715 và trị vì tới tận năm 1774, chỉ thích sống trong cung điện Versailles tráng lệ mà không hề quan tâm tới các vấn đề hệ trọng của đất nước. Nền quân chủ của nước Pháp gặp nhiều khó khăn, nhất là trong phương pháp thu thuế. Phần lớn nguồn lợi của quốc gia do việc thu thuế và có một phần thuế do việc bán đi một số đặc quyền. Trong các thứ thuế, quan trọng nhất là thuế đất (taille), sau đó là thuế muối (gabelle). Thông thường chỉ có giới nông dân phải nộp thuế đất và theo nguyên tắc, thuế đất được miễn trừ cho giới quý tộc, các viên chức chính quyền và giới tư sản, trong khi đó nhà thờ có khoảng 5% tới 10% đất đai, cũng được miễn thuế vì đã tặng đều đặn cho nhà vua các món quà, dù rằng những thứ quà này ít hơn loại thuế trực thu.
Mặc dù nước Pháp là một quốc gia giàu có và phong phú tài nguyên, nhưng về lâu dài, chính quyền Pháp trở nên nghèo khó đi vì những tầng lớp xã hội được thụ hưởng sự thịnh vượng lại không phải trả thuế theo lợi tức của họ. Do áp lực chiến tranh, Vua Louis XIV đã bắt người dân Pháp phải đóng thuế thân và thuế 10% tính trên lợi tức, nhưng nhiều người đã tìm cách trốn tránh các loại thuế này. Năm 1726, việc thu thuế cũng gặp thất bại vì việc trả thuế trực thu chứng tỏ người đóng thuế thuộc đẳng cấp thấp kém trong xã hội. Các nhà quý tộc, giới tu sĩ, giới tư sản cũng phản đối việc đóng thuế vì họ không có trách nhiệm và không có quyền kiểm soát chính trị hay hành chánh đối với xã hội mà họ đang sinh sống. Họ đòi hỏi nhà vua phải tôn trọng nguyên tắc là không có thuế nếu không có đại diện của các tầng lớp dân chúng.
Tới thập niên 1740, do phí tổn chiến tranh của nước Pháp quá cao, một loại thuế mới lại được ban hành theo đó, mọi lợi tức từ mọi tài sản phải chịu thuế 5%. Đó là đất đai, đầu tư thương mại và các quyền lợi khác. Không ai được miễn thuế cả, dù thuộc tầng lớp xã hội nào, dù trước kia đã được miễn thuế rồi… nhưng trên thực tế, loại thuế 5% này chỉ được đánh vào đất đai.
Khi chính quyền Pháp thời đó tăng thuế, tiếng phản đối dữ dội đã nổi lên từ Nghị Viện Paris, từ các nghị viện 11 tỉnh, từ miền Brittany và từ giáo hội. Tất cả các tổ chức này đã mạnh hơn thời trước. Những người phản đối chính quyền trung ương Pháp đã viện dẫn các lời nói của Nam tước de Montesquieu (1689-1755). Thời đó, các nghị viện của nước Pháp đã cương quyết cho rằng việc tăng thuế là vi hiến và vi phạm vào các tự do lịch sử của họ. Sau nhiều tranh chấp, Vua Louis XV đành phải xếp việc tăng thuế sang một bên. Nhưng khi cuộc chiến tranh Bảy năm (1756-1763) chấm dứt, vương quyền của nước Pháp lại muốn tăng cường việc tập trung quyền lực vào trung ương nên đã quyết định hủy bỏ các nghị viện vì đây là các lực lượng chính trị chống đối. Vì mục đích này, vào năm 1768, Vua Louis XV đã bổ nhiệm ông Maupeou làm thủ tướng để giải tán các nghị viện cũ đồng thời thiết lập ra các nghị viện mới thay thế. Nhân viên của các hội đồng mới này là các viên chức được bổ nhiệm, ăn lương, không được bỏ phiếu chống đối các đạo luật của chính quyền, có tính đồng nhất trên cả nước Pháp và một dự tính của các hội đồng này là sẽ đánh thuế vào các tầng lớp xã hội đã được ưu đãi hay miễn thuế trước kia.
Năm 1774, Vua Louis XV qua đời, nối ngôi là người cháu tức Vua Louis XVI mới 20 tuổi, một người vụng về và nhút nhát, ưa thích cưỡi ngựa, săn bắn và làm các ổ khóa. Khuyết điểm của nhà vua trẻ này là tính do dự, sẵn sàng nghe lời các cố vấn và khi có những lời khuyên sáng suốt, mọi việc đều tốt đẹp nhưng khi nhà vua gặp các lời khuyên thiển cận, kết quả là những nguy hại cho chính mạng sống của nhà vua.
Việc tăng thuế của ông Maupeou và các người cộng tác với ông cũng đã gặp chống đối, nhiều nơi tố cáo ông là kẻ thừa hành của một chế độ chuyên chế và họ đòi hỏi phải lập lại Nghị Viện Paris và các nghị viện cũ. Vua Louis XVI vì do dự, đã ra lệnh giải nhiệm ông Maupeou và làm phục hồi các nghị viện cũ. Thực ra, chính các nghị viện cũ này đã ngăn trở các cải cách, đã là cứ điểm của giới quý tộc và các người hưởng đặc quyền trong nhiều thập niên.
Cũng vào năm 1774, Vua Louis XVI thành lập một bộ cải cách, đứng đầu là ông Jacques Turgot. Đây là một nhà triết học và cũng là một nhà cai trị có kinh nghiệm. Khi lên nắm quyền, ông Turgot đã tìm cách dẹp bỏ các phường thợ thủ công (guilds) vì các loại nghiệp đoàn này đã chiếm được sự độc quyền ưu đãi tại các thành thị. Ông Turgot cũng cho phép ngành nội thương về ngũ cốc được tự do hơn và tìm cách hủy bỏ loại tạp dịch bắt buộc (corvée) theo đó mọi công dân phải sửa chữa đường lộ trong vài ngày mỗi năm và thay thế bằng tiền đánh thuế lên mỗi đầu người dân thuộc mọi giai cấp. Trước chương trình cải cách này, Nghị Viện Paris được sự ủng hộ của các thành phố khác và nhà thờ, đã phản đối ông Turgot dữ dội, khiến cho ông ta phải từ chức vào năm 1776, việc canh tân như vậy đã bất thành.
Năm 1778, nước Pháp giao chiến với nước Anh. Các đòi hỏi lại tái diễn, các phí tổn vì chiến tranh, các món nợ, các dự án đánh thuế, các chống đối từ các nghị viện và từ các thành phần của dân chúng và kết quả là vào thập niên 1780, cuộc Cách mạng đã bùng nổ.

## Chế độ ba đẳng cấp
Trước cuộc Cách mạng năm 1789, thể chế chính trị của nước Pháp vừa mang tính quý tộc, vừa có tính phong kiến. Năm 1302, vì sự chống đối Giáo hoàng và vì cần tới sự ủng hộ của nhiều tầng lớp trong dân chúng, Vua Philip IV của nước Pháp đã kêu gọi các đại biểu của xã hội Pháp đứng vào trong 3 đẳng cấp và mỗi người dân thuộc về một trong ba đẳng cấp này. Đẳng cấp thứ nhất là giới tu sĩ, giới quý tộc thuộc đẳng cấp thứ hai còn đẳng cấp thứ ba gồm những người còn lại, từ các nhà buôn giàu có, các nhà trí thức tới lớp nông dân nghèo hèn và giới công nhân thành thị. Quyền lợi pháp lý cùng uy tín cá nhân của một công dân tùy thuộc vào loại giai cấp của người công dân đó trong khi trên thực tế, tài sản, các sinh hoạt sản xuất cùng ảnh hưởng xã hội, chính trị, đã không tương xứng với sự phân loại giai cấp kể trên.
- Giai cấp tư sản: đại diện cho phương thức sản xuất mới, là giai cấp tiến bộ nhất trong Đẳng cấp Thứ Ba.
- Giai cấp nông dân: là giai cấp đông đảo nhất họ chịu ba tầng áp bức: nhà nước, nhà thờ, lãnh chúa. Ngoài thuế 1/10 nộp cho nhà thờ, nông dân còn phải đóng nhiều loại thuế cho lãnh chúa, thực hiện chế độ lao dịch nặng nề và nộp những khoản phụ thu khác. Căm thù lãnh chúa, nông dân sẵn sàng đi theo giai cấp tư sản, và trở thành động lực chủ yếu của cách mạng.
- Bình dân thành thị: gồm những người làm nghề tự do, thợ thủ công, những người bán hàng rong...Trong tầng lớp bình dân thành thị, công nhân và thợ thủ công là những tầng lớp tích cực cách mạng, họ đã đi theo giai cấp tư sản trong cuộc đấu tranh chống phong kiến.

Toàn bộ đẳng cấp thứ ba đều không có đặc quyền, đặc lợi và mâu thuẫn gay gắt với hai đẳng cấp trên.